# Dorpskerk (Kamperland)
De Dorpskerk is een voormalig protestants kerkgebouw in de Zeeuwse plaats Kamperland, gelegen aan de Veerweg. De kerk uit 1901 werd in februari 1998 buiten gebruik gesteld en verkocht. Sinds 2017 is het gebouw in gebruik als restaurant.

## Geschiedenis
Leden van de Hervormde Kerk die in Kamperland woonden, behoorden aanvankelijk tot de Hervormde gemeente van Wissenkerke. In Kamperland werd wel een hulpkerk gebouwd. In 1901 werd door de Wissenkerkse kerkenraad besloten een nieuwe bijkerk te bouwen in Kamperland, een deel van de oude hulpkerk werd ingericht als consistorie. Op 15 december 1901 werd de nieuwe kerk in gebruikt genomen. In 1910 werd de gemeente van Kamperland zelfstandig. De oorspronkelijke 250 zitplaatsen in de kerk bleken te weinig, omdat de kerk in 1911 werd vergroot met 95 extra zitplaatsen. Tijdens deze verbouwing, naar een ontwerp van A. van Dorst uit Middelburg, werd ook een geveltoren op de kerk geplaatst. Hierin werd op 10 oktober 1911 een nieuwe klok gehangen. Tijdens de Duitse bezetting tussen 1940 en 1944 werd de klok in beslag genomen en omgesmolten. In 1948 werd een nieuwe klok in gebruik genomen.
In 1959 werd het kerkgebouw ingrijpen gerestaureerd en verbouwd naar een ontwerp van architect ir. P.J. 't Hooft van architectenbureau Rothuizen en 't Hooft. Inwendig werden nieuwe vloeren, plafonds, banken en een preekstoel gerealiseerd. Een aanpassing die uitwendig ook zichtbaar was, waren de spitsboogvensters aan de noord en zuidzijde van het gebouw die werden vervangen voor rechthoekige ramen. Het aantal zitplaatsen werd verminderd tot 360.
Vanaf de jaren 1960 ontstond er een groeiend samenwerkingsverband tussen de Gereformeerde Kerk en de Hervormde Kerk van Kamperland. Naast gezamenlijke buitenkerkelijke activiteiten en vergaderingen werden er vanaf 1980 ook gezamenlijke diensten gehouden. Daarom werd, in het kader van het landelijke Samen op Weg-proces, een federatie gesloten tussen de twee gemeenten die per 1 januari 1997 is ingegaan. Daarmee gingen de twee gemeentes verder als de Samen op Weg-gemeente Kamperland. Hierop volgend werd besloten de Hervormde Dorpskerk af te stoten en het Gereformeerde kerkgebouw te renoveren. Op 8 februari 1998 werd de laatste dienst in het kerkgebouw gehouden, in dezelfde maand werd het verkocht aan Rijckholt Holding B.V. Vervolgens werd het doorverkocht aan Zeelandnet met het doel om het gebouw te conserveren en eventueel te gaan gebruiken als opnamestudio en voor evenementen. Na enige tijd als kantoorruimte te zijn gebruikt werd besloten van de plannen af te zien en in februari 2003 werd de kerk weer te koop gezet. Een ontwikkelingsplan voor de realisatie van zeven zorgappartementen door Zijlmans Onroerend Goed werd enthousiast ontvangen door de gemeente Noord-Beveland. Ook deze plannen vonden geen doorgang. Uiteindelijk werd in 2016 besloten de kerk om te bouwen tot restaurant. Op 17 maart 2017 werd dit restaurant, Brasserie Amable genaamd, geopend.

## Orgel
In juli 1908 werd een acht-stemmig orgel, gebouwd door de Goese orgelbouwer A.S.J. Dekker, in de kerk geplaatst. Dit orgel werd in 1957 vervangen door een nieuw orgel, gebouwd door orgelbouwer Willem van Leeuwen. In 1988 werd het orgel gereviseerd door de firma Pels & Van Leeuwen onder advies van Aart van Beek. Na de sluiting van de Dorpskerk werd het orgel in 2000 verkocht aan de Barbesteinkerk in Heinkenszand.